# Jorge Amado
Jorge Amado de Faria (n. 10 august 1912, Itabuna, Bahia, Brazilia – d. 6 august 2001, Salvador, Bahia, Brazilia) a fost un scriitor brazilian. În romanele sale, a descris realitățile Braziliei și mai ales contradicțiile sociale ale epocii.

## Biografie
Există îndoieli cu privire la locul exact al nașterii lui Jorge Amado. Unii biografi indică faptul că el s-a născut la ferma din Auricídia la acel moment aparținând orașului Ilheus. Mai târziu, pământurile fermei Auricídia au trecut la municipalitatea actuală a Itajuípe cu emanciparea districtului Ilheus din Pirangi. Cu toate acestea, este sigur că Jorge a fost înregistrat în satul Ferradas, fiul cel mare al colonelului João Amado de Faria și Eulália Leal, care aparține Itabuna. A avut trei alți frați :. Jofre, Joelson și James.
La un an după nașterea sa, o plagă variola a forțat familia să părăsească ferma și să se stabilească în Ilheus, unde a trăit cea mai mare parte a copilăriei, care a devenit sursă de inspirație pentru mai multe romane. Ca adolescent, la 14 ani, a început să se implice mod eficient în viața literară din Salvador. A fost unul dintre fondatorii "Academia de Rebeli" grup de tineri a jucat un rol important în reînnoirea literaturii Bahiane. Lucrările lui au fost publicate în reviste fondate de ei înșiși.
A fost la Rio de Janeiro, capitala țării pe atunci, pentru a studia la Facultatea de Drept a Universității din Rio de Janeiro, în prezent Școala Națională de Drept a Universității Federale din Rio de Janeiro (UFRJ). În anii 1930, colegiul a fost un centru de discuții politice și de artă, și acolo a prins primele sale contacte cu mișcarea comunistă organizată.  A devenit un ziarist, și s-a implicat în ideologia politică comunistă, ca și mulți alții din generația lui. În anul 1945 a fost ales deputat federal pentru Partidul Comunist brazilian (PCB), cauzându-i presiuni politice puternice. În calitate de deputat, el a fost autorul amendamentelor care garantează libertatea religioasă și drepturile de autor.
A fost căsătorit cu scriitoarea  Zelia Gattai. Cu ea a avut doi fii: John Jorge (născut în 25 noiembrie 1947) și Paloma Jorge (născuta la 19 august 1951) . De asemenea, el a avut o altă fiică, Eulalia Dalila Amado (născută în 1935, care moare prematur, pe când avea doar 14, în 1949), rezultatul unei căsătorii anterioare cu Matilde Garcia Rosa. 
Militant comunist, Jorge Amado a trăit în exil în Argentina și Uruguay (1941-1942), Paris (1948-1950) și la Praga (1951-1952). Ca scriitor profesionist, el a trăit aproape exclusiv drepturile de autor ale cărților sale.
În anii 1990, cu toate acestea, el a trăit puternică tensiune odată cu posibilitatea Falimentului Băncii Economico unde își ținea economiile. Nu a ajuns însă să-și piardă economiile, deoarece banca a suferit o intervenție din partea Guvernului. 
Cu sănătate precară în ultimii ani, Jorge Amado a murit la 6 august 2001, din cauza unui stop cardiac. În luna iunie a acelui an, el a fost internat în spital din cauza unei hiperglicemii. Trupul lui Jorge Amado a fost incinerat și cenușa  îngropata în casa lui din cartierul Rio Vermelho( Raul Rosu), Salvador. Cenusa Zelia este, de asemenea, depozitata în același loc, după moartea sa în 2008. Acolo funcționează astăzi Casa din Rio Vermelho (Râul Roșu), expunând amintiri din viața de cuplu a scriitorilor.
Opera lui Jorge a fost publicată în 55 de țări și tradusă în 49 de limbi: albaneză, arabă, armeană, azeră, bulgară, catalană, chineză, coreeană, croată, daneză, slovacă, slovenă, spaniolă, Esperanto, estoniană, finlandeză , franceză, Galiciană, georgiană, greacă, Guarani, ebraică, maghiară, idiș, engleză, islandeză, italiană, japoneză, letonă, lituaniană, macedoneană, mongolă, norvegiană, persană, poloneză, română, rusă (dar și trei în braille), sârbă, suedeză, thailandeză, cehă, turcă, turkmenă, ucraineană și vietnameză.

## Opera
- 1932: Pământul carnavalului ("O país do carnaval");
- 1933: Cacao ("Cacau");
- 1935: Jubiabá;
- 1936: Mare moartă ("Mar morto");
- 1937: Căpitanii nisipurilor ("Capitães da areia")
- 1943: Pământ fără lege ("As terras do sem fim");
- 1944: Sfântul Gheorghe din Ilhéus ("São Jorge dos Ilhéus");
- 1958: Gabriela, cuișoare și scorțișoară ("Gabriela, cravo e canela");
- 1963: Bătrânii lupi de mare ("Os velhos marineiros");
- 1963: Păstorii nopții ("Pastores da noite");
- 1966:  Dona Flor și cei doi soți ai ei  ("Dona Flor e seus dois maridos");
- 1973: Teresa Batista ostenită de război ("Teresa Batista cansada de guerra").